# De chirurg
De chirurg (oorspronkelijke titel The Surgeon) is een boek uit 2001 van de Amerikaanse auteur Tess Gerritsen. Het is het eerste deel van een reeks rondom rechercheur Jane Rizzoli en patholoog anatoom Maura Isles, hoewel Isles nog niet voorkomt in deze titel. Zij maakt haar eerste opwachting in opvolger De Leerling (The Apprentice) uit 2002. Daarbij is niet Rizzoli, maar rechercheur Thomas Moore de protagonist in De chirurg. Ze is wel zijn meest uitgewerkte collega in het verhaal.

## Verhaal
Er lijkt sprake te zijn van een seriemoordenaar wanneer er twee vrouwen op identieke wijze worden vermoord in Boston. De dader heeft beide slachtoffers verdoofd, aan hun bed vastgebonden, hun baarmoeder verwijderd terwijl ze volledig bij bewustzijn waren en tot slot hun keel doorgesneden. Dit blijkt vrijwel dezelfde modus operandi als die waarmee seriemoordenaar Andrew Capra drie jaar eerder vier moorden pleegde in Atlanta en Savannah. Capra is alleen dood, neergeschoten door traumachirurg Catherine Cordell. Zij was zijn vijfde doelwit en het enige dat de aanval overleefde.
De aanwezigheid van de nieuwe seriemoordenaar trekt veel publiciteit en de Boston Herald geeft de dader de bijnaam 'De Chirurg'. Zijn werkwijze doet een medische achtergrond vermoeden. Het hoofd van de afdeling moordzaken in Boston, inspecteur Marquette, stelt een team samen met daarin rechercheurs Thomas Moore, Jane Rizzoli, haar partner Barry Frost, Jerry Sleeper en Darren Crowe, aangevuld met forensisch psycholoog Lawrence Zucker. Het is niettemin Cordell die erachter komt hoe De Chirurg zijn slachtoffers uitzoekt: hij jaagt specifiek op vrouwen die kort daarvoor zijn verkracht. Zij is ook degene die per e-mail een foto krijgt van het derde slachtoffer van De Chirurg, dat op dat moment vastgebonden op bed ligt en nog leeft. Stukje bij beetje wordt duidelijk dat het de dader opnieuw om Cordell te doen is.
Capra kon Cordell ooit aanvallen omdat hij haar collega was. Toen hij 's avonds bij haar thuis aanbelde om te praten, liet zij hem binnen en volgde een rustig gesprek. Hij stopte ongezien rohypnol in haar drankje. Later kwam ze vastgebonden bij bewustzijn. Ze overleefde de aanval omdat ze een arm los kon wrikken en daarmee het geweer kon pakken dat ze onder haar bed bewaarde. Daarmee schoot ze Capra neer. Wanneer de rechercheurs hun focus verleggen van Cordell naar Capra als belangrijkste drijfveer van De Chirurg, komen ze erachter dat die tijdens zijn opleiding een boezemvriend had die nooit afstudeerde, Warren Hoyt. Hij werd van Emory University verwijderd nadat een leraar hem betrapte in het anatomielab. Hij had de baarmoeder uit een vrouwelijk lijk gehakt. Toen de leraar hem aantrof was hij daarbij aan het masturberen.
Rizzoli wordt veroordeeld tot administratieve taken en verder buiten het onderzoek gehouden nadat ze vermoeid en gefrustreerd een verdachte doodschiet. Hoewel de man haar eerst verwondde, was hij ongewapend en hield hij zijn handen in de lucht toen ze hem doodde. Hij heeft een van de moordslachtoffers verkracht, maar is niet De Chirurg. Onder meer zijn schoenmaat en de structuur van zijn haar kloppen niet. Moore was getuige van de schietpartij en vertelt Marquette eerlijk wat hij heeft gezien, in plaats van Rizzoli te dekken. In haar ogen is dit het zoveelste bewijs dat ze ook binnen het politiekorps niet als volwaardig wordt gezien. Dit in navolging van hoe ze de relatie met haar ouders ervaart, waarin ze zich al haar hele leven ondergeschikt aan haar twee broers voelt.
Hoyt ontvoert Cordell wanneer zij na een oproep van het ziekenhuis in haar auto stapt, terwijl hij zich al verdekt op de achterbank bevindt. De rechercheurs komen achter zijn adres, maar vinden daar niemand. Er is ook niets dat erop wijst dat er weleens een slachtoffer is geweest. Rizzoli vindt op eigen houtje een afschrift waaruit blijkt dat hij weleens geld heeft opgenomen in het afgelegen Lithia. Ze reist af en vindt na een gesprek met de eigenaar van de plaatselijke buurtsuper Cordells auto in een schuurtje. Ze treft Cordell zelf aan in de kelder van het bijbehorende huis. Ze is verwond, met tape vastgebonden aan een bed, maar nog in leven. Op een plank staan de als trofee meegenomen baarmoeders van niet drie, maar vijf slachtoffers. Terwijl Rizzoli de tape losmaakt waarmee Cordell vastzit, valt Hoyt haar aan. Hij nagelt allebei haar handen met scalpels aan de grond. Op het moment dat hij haar keel wil doorsnijden, schiet Cordell hem in zijn borst. Ze heeft het geweer gevonden dat Rizzoli op haar bed had gelegd toen ze de tape om haar polsen losmaakte. De plaatselijke politie is al in aantocht. Frost heeft ze gebeld, nadat hij had uitgezocht waar Rizzoli was en ze niet reageerde op oproepen op haar pieper.
Moore bezoekt Rizzoli in het ziekenhuis. Hij vertelt haar dat ze op tijd was om te voorkomen dat Hoyt Cordell ontdeed van haar baarmoeder. Ze was zwaargewond, maar heeft het overleefd. Dat geldt ook voor Hoyt zelf, die na zijn behandeling wordt opgesloten. Moore en Cordell maken werk van de gevoelens die ze voor elkaar hebben ontwikkeld en trouwen.

## Bestseller 60
| Boeken met noteringen in de Nederlandse Bestseller 60 | Jaar van verschijnen | Datum van binnenkomst | Hoogste positie | Aantal weken | Opmerkingen |
| ----------------------------------------------------- | -------------------- | --------------------- | --------------- | ------------ | ----------- |
| De chirurg                                            | 2009                 | 07-10-2009            | 31              | 6            |             |